# 虞胤
虞胤（3世紀—335年），晋朝济阳郡外黄县（今河南省民权县西北），晋元帝夫人虞孟母的弟弟，虞豫的儿子。
开始担任散骑常侍，后来任步兵校尉。太宁末年，袭封父爵平山县侯。转任右卫将军。他和南顿王司马宗都被晋明帝信任，一起掌管禁卫军，多聚勇士为羽翼。护军将军庾亮以司马宗有异谋，解除他的兵卫，转任为宗正卿。晋成帝咸和二年（327年）司马宗被杀，虞胤被贬出朝为桂阳郡太守，历任琅琊郡、庐陵郡太守。咸康元年（335年），虞胤去世，追贈衛將軍，加散騎常侍。子虞洪襲爵。